# Clasă de luminozitate
În astronomie, clasa de luminozitate permite să se distingă stelele în funcție de luminozitatea lor, tot așa cum tipul spectral permite distingerea lor în funcție de temperatură. Clasa de luminozitate constituie a doua axă a diagramei HR. 

## Luminozitatea și vârsta
Luminozitatea și temperatura sunt legate, prin legea Stefan-Boltzmann, care poate fi scrisă:
{\displaystyle L=4\pi \sigma R^{2}T^{4}}
unde, L este la luminozitatea, σ este constanta Stefan-Boltzmann (sau constanta lui Stefan), R raza stelei, iar T temperatura efectivă. Această relație permite să se dea definiția temperaturii efective: este temperatura corpului negru echivalent stelei care radiază o luminozitate L pentru o rază R.
Pentru o stea de masă dată și o compoziție chimică dată, luminozitatea, luminozitatea stelei depinde de vârstă. Nu există o relație univocă vârstă-luminozitate. Totuși, în primă aproximație, clasele de luminozitate constituie o indicație a stătii evoluției stelei și, prin urmare a vârstei ei.

## Clasificare MKK
Clasificarea stelelor în clase de luminozitate este denumită clasificare MKK, introdusă în 1943 de  William Morgan, Philip C. Keenan și Edith Kellman de la observatorul Yerkes. Această clasificare se bazează pe linii spectrale sensibile la gravitația de suprafață, care determină ea însăși luminozitatea. Într-adevăr, raza unei stele gigante fiind mult mai mare decât cea a unei pitice de aceeași masă, gravitația pe suprafața unei gigante este mult mai slabă decât pe suprafața unei pitice. Aceste diferențe afectează atât intensitatea, cât și lățimea liniilor spectrale.
Se disting clasele și subclasele de luminozitate următoare:
| Clasa         | subclasa        | descriere                                                 | descriere                                                       |
| ------------- | --------------- | --------------------------------------------------------- | --------------------------------------------------------------- |
| I             | Ia+, Ia-0 sau 0 | (stea) supergigantă                                       | (stea) supergigantă extrem de luminoasă sau (stea) hipergigantă |
| I             | Ia              | (stea) supergigantă                                       | (stea) supergigantă luminoasă                                   |
| I             | Iab             | (stea) supergigantă                                       |                                                                 |
| I             | Ib              | (stea) supergigantă                                       | (stea) supergigantă puțin luminoasă                             |
| II            | II              | (stea) gigantă strălucitoare sau (stea) gigantă luminoasă | (stea) gigantă strălucitoare sau (stea) gigantă luminoasă       |
| III           | IIIa            | (stea) gigantă normală                                    | (stea) gigantă normală                                          |
| III           | IIIab           |                                                           |                                                                 |
| III           | IIIb            |                                                           |                                                                 |
| IV            | IV              | (stea) subgigantă                                         | (stea) subgigantă                                               |
| V             | V               | stea din secvența principală sau (stea) pitică            | stea din secvența principală sau (stea) pitică                  |
| sd sau VI     | sd sau VI       | (stea) subpitică (puțin utilizat)                         | (stea) subpitică (puțin utilizat)                               |
| D, wd sau VII | D, wd sau VII   | pitică albă                                               | pitică albă                                                     |

De exemplu, Soarele este o pitică galbenă, o stea care n-a îmbătrânit încă destul pentru a se îndepărta mult de linia secvenței principale de vârstă nulă (ZAMS, pentru zero-age main sequence în engleză) în diagrama HR. Odată ce și-a terminat de ars hidrogenul în miez, va deveni o subgigantă, apoi va urca pe ramura gigantelor, deci cu o luminozitate mai mare, dar și o temperatură la suprafață mai scăzută (deci va apărea mai degrabă roșie decât galbenă: o gigantă roșie).

## Clasificare Mount Wilson
Clasa de luminozitate cunoscută sub numele de „clasificarea Mount Wilson” a fost folosită pentru a distinge diferențele de luminozitate între stelele care au o temperatură similară, adică același tip spectral Harvard - diferențe de luminozitate care sunt de obicei de un factor de 10.000 între gigantă și pitică de tip K. Sunt definite 5 clase de luminozitate, sub forma unei sau două litere mici precedând tipul spectral Harvard — de exemplu gK0 pentru o K0 gigantă, care ar fi notată prin K0III în sistemul MKK. Aceste clase sunt uneori folosite și astăzi, în principal pentru stelele subpitice (sd).
| Clasa | MKK | Semnificația |
| ----- | --- | ------------ |
| c     | I   | Supergigantă |
| g     | III | Gigantă      |
| sg    | IV  | Subgigantă   |
| d     | V   | Pitică       |
| sd    | VI  | Subpitică    |